# Inundações em Moçambique em 1997
Ao longo do mês de fevereiro de 1997, como consequência de uma ativa ciclogênese tropical da Zona de Convergência Intertropical (ITCZ), foi bastante comum no sul do Oceano Índico e especialmente no Canal de Moçambique. Duas tempestades em particular , o Ciclone Josie e a Tempestade Tropical Lisette formaram-se no Canal da Mancha e inundaram grande parte de Moçambique.
Afetando um país já inundado pelo ciclone Josie no início do ano, Lisette trouxe inundações adicionais para o país. A província de Nampula em Moçambique foi severamente danificada pela tempestade, onde muitas estradas foram danificadas. Os efeitos do sistema espalharam-se tanto ao norte quanto ao norte de Moçambique. No geral, 87 pessoas morreram enquanto 80.000 outros foram diretamente afetados.

## História meteorológica
No fim de janeiro e princípios de fevereiro de 1997, a zona de convergência inter-tropical (ITCZ) produziu áreas de convecção à volta da ponta norte de Madagáscar. De um desses sistemas convectivos originou um área de baixa pressão entre a ilha de Tromelin e Agalega, a qual inicialmente ainda estava localizada dentro do ITCZ. Em 5 de fevereiro, a agência Météo-France na Reunião (MFR) relatou que o sistema desenvolveu-se numa depressão tropical, e parou a sua intensificação enquanto dava uma volta no sentido oeste leste no estremo norte de Madagáscar. Depois da convecção aumentar, ambas MFR e a Joint Typhoon Warning Center (JTWC) estimaram que a depressão iria intensificar-se em tempestade tropical em 8 de fevereiro e foi nomeada Josie pelo Serviço de Meteorologia de Madagáscar. Subsequentemente a tempestade moveu-se através do norte de Madagáscar e emergiu no Canal de Moçambique em 9 de fevereiro como depressão tropical, e a sua estrutura deteriorou-se. Josie virou para o sudoeste perto do oeste de Madagáscar, e apesar das águas quentes ele inicialmente falhou de se intensificar muito mais. Em 11 de fevereiro a MFR estimava que Josie tinha reatingido o estado de tempestade tropical, e subsequentemente tomou rumo para o sul devido ao uma área abragente de baixa pressão na região. Dados da MFR sugeriam que a tempestade intensificou-se rapidamente depois de se afastar o suficiente de Madagáscar, tornando-se um ciclone tropical em 13 de fevereiro e em breve chegando a ventos máximos de 10–minutos de 140 km/h (87 mph); em contraste, a JTWC estimava vento máximos de 165 km/h (103 mph). Enquanto perto de intensidade máxima, o olho passou sobre a Ilha Europa. Uma frente fria virou o ciclone para o sudoeste, trazendo a tempestade sobre águas mais frias e causando o enfraquecimento devido ao aumento do cisalhamento. Em 16 de fevereiro, Josie tornou-se extratropical bem ao sudoeste de Madagáscar, e dissipou-se no dia seguinte.
Em 24 de fevereiro, na sequência da diminuição das pressões ao longo do canal do norte de Moçambique após a dissipação de Josie, o ITCZ gerou uma onda tropical. Uma circulação atmosférica começou a desenvolver-se subsequentemente ao longo do eixo da onda, uma vez que estava centrada na costa de Moçambique. Situado em um ambiente com temperaturas quentes da superfície do mar, o sistema foi classificado pela primeira vez pelo MFR no final de 24 de fevereiro, embora o JTWC só tenha começado a vigiar o sistema no dia seguinte, altura em que se localizou ligeiramente ao largo da costa de Moçambique. No dia seguinte, MFR atualizou o sistema em uma depressão tropical  enquanto localizado dentro de 100 km (62 mi) da costa de Moçambique. O sistema lentamente tornou-se melhor organizado conforme a tempestade se deslocava geralmente para o sul  e na noite de 27 de fevereiro, a tempestade desenvolveu um nublado central denso, uma grande massa de convecção profunda e, portanto, foi atualizado para uma tempestade tropical moderada enquanto localizado a meio caminho entre Moçambique e Madagáscar. Por essa altura, as estimativas de intensidade do JTWC indicaram que a tempestade tinha atingido um estatuto equivalente a um furacão.
Seguindo o movimento de um cavado, Lisette abruptamente virou para o oeste, embora o movimento da tempestade permanecesse lento. Enquanto isso, Lisette começou a se aprofundar e, naquela noite, a tempestade começou a desenvolver um olho. Com base nisso, o MFR atualizou o status da tempestade em Tempestade Tropical Severa. Nessa altura, a tempestade atingiu o seu pico de intensidade de 95 km/h (59 mph), embora os dados do JTWC indiquem que o ciclone Lisette foi significativamente mais forte, com ventos de 130 km/h (81 mph), tornando Lisette um furacão de categoria 1 moderado na escala de vento do furacão Saffir-Simpson. No entanto, no início de 1 de março, a tempestade se estabilizou em intensidade sem nenhuma razão conhecida, embora tenha sido teorizado que isso foi devido a um aumento do cisalhamento do vento. Após manter a sua intensidade durante um dia, começou a aproximar-se da costa de Moçambique e assim começou a mostrar indícios de desenvolvimento adicional devido a uma diminuição repentina do cisalhamento. De acordo com o JTWC, a tempestade atingiu seu pico de intensidade com ventos de 140 km/h (87 mph). No entanto, o MFR sugere que a tempestade não se intensificou antes do landfall em 1 de março. Embora o JTWC tenha parado de monitorar o sistema no dia seguinte,  MFR rastreou este sistema até 3 de março, quando estava localizado sobre o Zimbabwe, encerrando a temporada acima da média.

## Impacto e consequências
Diante de uma região já inundada pelo ciclone Josie menos de um mês antes, Lisette foi também o quarto ciclone tropical observado no Canal de Moçambique naquela temporada, pensou-se que era a única tempestade do ano a atingir Moçambique. A tempestade tropical Lisette trouxe inundações adicionais para o país. A maior parte do centro-sul de Moçambique foi inundada com chuvas totais que variam de 60 mm (2.4 in) a 200 mm (7.9 in), estabelecendo vários recordes. Devido à perturbação precursora de Lisette, a Província de Nampula em Moçambique foi severamente inundada pela tempestade, danificando severamente várias estradas, embora duas das estradas tenham sido eventualmente reparadas. As províncias de Sofala e Inhambane também foram gravemente afectadas pelo sistema; inundações generalizadas espalharam-se tanto ao norte quanto ao norte de Moçambique.
Devido à tempestade, muitas andorinhas-do-mar fuliginosas ( Onychoprion fuscatus ) foram varridas da costa para o interior apenas pela segunda vez na história registada. No geral, 87 pessoas morreram no ciclone, enquanto outras 80.000 foram diretamente afetadas. Vários anos após o impacto da tempestade, um apelo foi lançado por ajuda em dinheiro do Governo da África do Sul, pedindo-lhes para pagar pelas estradas danificadas, mas como a estrada foi construída por uma empresa privada, o recurso foi negado.